# Iulus horvathi
Iulus horvathi är en mångfotingart som beskrevs av Karl Wilhelm Verhoeff 1897. Iulus horvathi ingår i släktet Iulus och familjen kejsardubbelfotingar. Inga underarter finns listade i Catalogue of Life.